# Список населённых пунктов муниципального округа Шатура
В списке представлены населённые пункты Шатурского района и муниципального округа Шатура Московской области и их принадлежность к бывшим муниципальным образованиям (3 городским и 4 сельским поселениям) упразднённого Шатурского муниципального района. Перечень населённых пунктов, их наименование и вид даны в соответствии с Законом Московской области от 21.01.2005 № 28/2005-ОЗ «О статусе и границах Шатурского муниципального района и вновь образованных в его составе муниципальных образований».
После преобразования Шатурского района в городской округ с целью исключения наличия у двух одноимённых населённых пунктов одинаковых категорий постановлением Губернатора Московской области № 251-ПГ от 7 июня 2018 года:
- деревня Митинская бывшего сельского поселения Дмитровское преобразована в село;
- деревня Семёновская бывшего городского поселения Мишеронский преобразована в село,

а постановлением Губернатора Московской области № 672-ПГ от 25 декабря 2018 года:
- деревня Ивановская бывшего сельского поселения Кривандинское преобразована в село;
- деревня Митинская бывшего городского поселения Шатура преобразована в посёлок;
- деревня Семёновская бывшего сельского поселения Кривандинское преобразована в посёлок;
- деревня Филисово бывшего городского поселения Шатура преобразована в село.

В 2020 году в состав городского округа (города областного подчинения) был включён город Рошаль, ранее являвшийся самостоятельным городским округом (городом областного подчинения).
С 1 января 2025 года городской округ Шатура преобразован в муниципальный округ Шатура.
На территории муниципального округа (города областного подчинения) находятся 188 населённых пунктов: 2 города, 2 рабочих посёлка, 35 посёлков, 15 сёл и 134 деревни.
| №   | Населённый пункт                          | Тип                             | Население | бывшее муниципальное образование |
| --- | ----------------------------------------- | ------------------------------- | --------- | -------------------------------- |
| 1   | 12 посёлок                                | посёлок                         | ↗159      | Шатура                           |
| 2   | 18 посёлок                                | посёлок                         | ↗52       | Шатура                           |
| 3   | 19 посёлок                                | посёлок                         | ↗25       | Шатура                           |
| 4   | 21 посёлок                                | посёлок                         | ↗9        | Шатура                           |
| 5   | Алексино-Туголес                          | деревня                         | ↗162      | Кривандинское                    |
| 6   | Алёшино                                   | деревня                         | →5        | Дмитровское                      |
| 7   | Ананкино                                  | деревня                         | ↗22       | Кривандинское                    |
| 8   | Ананьинская                               | деревня                         | ↘51       | Дмитровское                      |
| 9   | Андреевские Выселки                       | деревня                         | ↗61       | Шатура                           |
| 10  | Антипино                                  | деревня                         | →11       | Дмитровское                      |
| 11  | Артёмово                                  | деревня                         | ↗29       | Пышлицкое                        |
| 12  | Бабынино                                  | деревня                         | ↘9        | Дмитровское                      |
| 13  | Бакшеево                                  | посёлок                         | ↘2002     | Мишеронский                      |
| 14  | Бармино                                   | деревня                         | ↘78       | Дмитровское                      |
| 15  | Беловская                                 | деревня                         | ↗83       | Дмитровское                      |
| 16  | Бордуки                                   | деревня                         | ↗482      | Мишеронский                      |
| 17  | Бородино                                  | деревня                         | ↘78       | Дмитровское                      |
| 18  | Бундово                                   | деревня                         | ↗5        | Дмитровское                      |
| 19  | Вальковская                               | деревня                         | ↘34       | Дмитровское                      |
| 20  | Варюковка                                 | деревня                         | ↘46       | Кривандинское                    |
| 21  | Васюковка                                 | деревня                         | ↘47       | Кривандинское                    |
| 22  | Великодворье                              | деревня                         | ↘32       | Пышлицкое                        |
| 23  | Власово                                   | село                            | ↗492      | Мишеронский                      |
| 24  | Воймежный                                 | посёлок                         | ↘23       | Кривандинское                    |
| 25  | Волово                                    | деревня                         | ↗131      | Пышлицкое                        |
| 26  | Волосунино                                | деревня                         | ↘47       | Дмитровское                      |
| 27  | Ворово                                    | деревня                         | ↘40       | Дмитровское                      |
| 28  | Воронинская                               | деревня                         | →114      | Шатура                           |
| 29  | Воропино                                  | деревня                         | ↗53       | Пышлицкое                        |
| 30  | Высоково                                  | деревня                         | ↗19       | Пышлицкое                        |
| 31  | Высокорёво                                | деревня                         | ↗27       | Пышлицкое                        |
| 32  | Вяхирево                                  | деревня                         | ↘14       | Кривандинское                    |
| 33  | Гавриловская                              | деревня                         | ↘40       | Шатура                           |
| 34  | Гаврино                                   | деревня                         | ↘21       | Дмитровское                      |
| 35  | Гармониха                                 | деревня                         | ↗118      | Мишеронский                      |
| 36  | Глуховка                                  | посёлок                         | ↗10       | Черусти                          |
| 37  | Голыгино                                  | деревня                         | ↘262      | Радовицкое                       |
| 38  | Гора                                      | деревня                         | ↗92       | Дмитровское                      |
| 39  | Горелово                                  | деревня                         | ↗44       | Пышлицкое                        |
| 40  | Горяновская                               | деревня                         | ↘50       | Кривандинское                    |
| 41  | Гришакино                                 | деревня                         | ↘29       | Дмитровское                      |
| 42  | Губино                                    | деревня                         | ↘63       | Дмитровское                      |
| 43  | Дёмино                                    | деревня                         | ↗10       | Пышлицкое                        |
| 44  | Денисьево                                 | деревня                         | ↗58       | Дмитровское                      |
| 45  | Дерзсковская                              | деревня                         | ↗126      | Дмитровское                      |
| 46  | Дмитровка                                 | деревня                         | ↗99       | Мишеронский                      |
| 47  | Дмитровский Погост                        | село                            | ↘2261     | Дмитровское                      |
| 48  | Долгуша                                   | посёлок                         | ↘282      | Шатура                           |
| 49  | Дорофеево                                 | деревня                         | ↘46       | Пышлицкое                        |
| 50  | Дубасово                                  | деревня                         | ↘21       | Пышлицкое                        |
| 51  | Дубровка                                  | деревня                         | ↘79       | Дмитровское                      |
| 52  | Дуреевская                                | деревня                         | ↘56       | Кривандинское                    |
| 53  | Евлево                                    | деревня                         | →6        | Пышлицкое                        |
| 54  | Емино                                     | деревня                         | →0        | Дмитровское                      |
| 55  | Епихино                                   | деревня                         | ↘8        | Дмитровское                      |
| 56  | Ершовская                                 | деревня                         | ↘24       | Дмитровское                      |
| 57  | Ефремово                                  | деревня                         | ↘11       | Пышлицкое                        |
| 58  | Зименки                                   | деревня                         | ↘38       | Пышлицкое                        |
| 59  | Ивановская                                | деревня                         | ↗21       | Дмитровское                      |
| 60  | Ивановская                                | село                            | ↘3        | Кривандинское                    |
| 61  | Инюшинская                                | деревня                         | ↗27       | Кривандинское                    |
| 62  | Казыкино                                  | деревня                         | →2        | Пышлицкое                        |
| 63  | Катчиково                                 | деревня                         | ↘11       | Дмитровское                      |
| 64  | Кашниково                                 | деревня                         | ↘10       | Дмитровское                      |
| 65  | Климовская                                | деревня                         | →10       | Кривандинское                    |
| 66  | Кобелёво                                  | деревня                         | ↗138      | Шатура                           |
| 67  | Коренец                                   | деревня                         | ↘4        | Пышлицкое                        |
| 68  | Коробовская                               | деревня                         | ↗154      | Дмитровское                      |
| 69  | Красная Гора                              | посёлок                         | ↘0        | Черусти                          |
| 70  | Красная Горка                             | деревня                         | ↗14       | Дмитровское                      |
| 71  | Красные Луга                              | посёлок                         | →0        | Шатура                           |
| 72  | Кривандино                                | село                            | ↗1103     | Кривандинское                    |
| 73  | Кузнецово                                 | деревня                         | ↗11       | Шатура                           |
| 74  | Кузнецы                                   | деревня                         | →11       | Дмитровское                      |
| 75  | Кузяевская                                | деревня                         | ↗7        | Кривандинское                    |
| 76  | Кулаковка                                 | деревня                         | ↘118      | Дмитровское                      |
| 77  | Курьяниха                                 | деревня                         | ↗45       | Кривандинское                    |
| 78  | Левинская                                 | деревня                         | →28       | Кривандинское                    |
| 79  | Левошево                                  | деревня                         | ↘1175     | Шатура                           |
| 80  | Лека                                      | деревня                         | ↗63       | Пышлицкое                        |
| 81  | Лемёшино                                  | деревня                         | ↗69       | Мишеронский                      |
| 82  | Леспромхоз                                | посёлок                         | ↘33       | Черусти                          |
| 83  | Лешниково                                 | деревня                         | →32       | Кривандинское                    |
| 84  | Ловчиково                                 | деревня                         | →18       | Радовицкое                       |
| 85  | Лузгарино                                 | деревня                         | ↗161      | Кривандинское                    |
| 86  | Маврино                                   | деревня                         | ↘85       | Пышлицкое                        |
| 87  | Маланьинская                              | деревня                         | ↘121      | Дмитровское                      |
| 88  | Малеиха                                   | деревня                         | ↗73       | Дмитровское                      |
| 89  | Марковская                                | деревня                         | ↘46       | Дмитровское                      |
| 90  | Мелиховская                               | деревня                         | ↗43       | Кривандинское                    |
| 91  | Мещёрский Бор                             | посёлок                         | ↗183      | Пышлицкое                        |
| 92  | Минино                                    | деревня                         | ↗53       | Кривандинское                    |
| 93  | Митинская                                 | посёлок                         | ↗136      | Шатура                           |
| 94  | Митинская                                 | село                            | ↘86       | Дмитровское                      |
| 95  | Митинская                                 | деревня                         | →15       | Кривандинское                    |
| 96  | Митрониха                                 | деревня                         | ↘18       | Дмитровское                      |
| 97  | Михайловская                              | деревня                         | ↘1        | Дмитровское                      |
| 98  | Мишеронский                               | пгт                             | →4666     | Мишеронский                      |
| 99  | Муравлёвская                              | деревня                         | ↘2        | Дмитровское                      |
| 100 | Надеино                                   | деревня                         | ↘2        | Дмитровское                      |
| 101 | Наумовская                                | деревня                         | ↗75       | Дмитровское                      |
| 102 | Никитинская                               | деревня                         | ↗26       | Кривандинское                    |
| 103 | Новосельцево                              | деревня                         | ↗13       | Дмитровское                      |
| 104 | Новосидориха                              | деревня                         | ↘73       | Шатура                           |
| 105 | Ново-Черкасово                            | деревня                         | ↘16       | Пышлицкое                        |
| 106 | Новошино                                  | деревня                         | ↘55       | Дмитровское                      |
| 107 | Обухово                                   | деревня                         | →53       | Радовицкое                       |
| 108 | Осаново-Дубовое                           | посёлок                         | ↘1006     | Кривандинское                    |
| 109 | Парфёновская                              | деревня                         | →7        | Дмитровское                      |
| 110 | Перхурово                                 | деревня                         | ↘26       | Пышлицкое                        |
| 111 | Першино                                   | деревня                         | →5        | Дмитровское                      |
| 112 | Пески                                     | село                            | ↘4        | Дмитровское                      |
| 113 | Пестовская                                | деревня                         | ↘94       | Дмитровское                      |
| 114 | Петровское                                | село                            | ↗278      | Шатура                           |
| 115 | Петряиха                                  | деревня                         | ↗48       | Дмитровское                      |
| 116 | Пиравино                                  | деревня                         | ↘12       | Дмитровское                      |
| 117 | Погостище                                 | деревня                         | ↘16       | Пышлицкое                        |
| 118 | Подлесная                                 | деревня                         | ↗26       | Дмитровское                      |
| 119 | Пожога                                    | деревня                         | ↘12       | Дмитровское                      |
| 120 | Поздняки                                  | деревня                         | ↗48       | Шатура                           |
| 121 | Посёлок Лесозавода                        | посёлок                         | ↘145      | Дмитровское                      |
| 122 | Посёлок Леспромхоза                       | посёлок                         | →3        | Кривандинское                    |
| 123 | Посёлок санатория «Озеро Белое»           | посёлок                         | ↘1115     | Пышлицкое                        |
| 124 | Посёлок станции 32 км                     | посёлок железнодорожной станции | ↘0        | Дмитровское                      |
| 125 | Посёлок станции Бармино                   | посёлок железнодорожной станции | ↘5        | Дмитровское                      |
| 126 | Посёлок станции Осаново                   | посёлок железнодорожной станции | ↘0        | Кривандинское                    |
| 127 | Посёлок станции Пожога                    | посёлок железнодорожной станции | ↘75       | Дмитровское                      |
| 128 | Посёлок станции Сазоново                  | посёлок железнодорожной станции | ↗27       | Дмитровское                      |
| 129 | Посёлок центральной усадьбы совхоза «Мир» | посёлок                         | ↗3131     | Кривандинское                    |
| 130 | Починки                                   | деревня                         | ↗12       | Кривандинское                    |
| 131 | Пронино                                   | деревня                         | ↗30       | Пышлицкое                        |
| 132 | Пруды                                     | деревня                         | →17       | Радовицкое                       |
| 133 | Пустоша                                   | село                            | ↘416      | Черусти                          |
| 134 | Пустоши                                   | посёлок                         | ↘576      | Черусти                          |
| 135 | Пышлицы                                   | село                            | ↘1657     | Пышлицкое                        |
| 136 | Пятница                                   | село                            | →0        | Дмитровское                      |
| 137 | Радовицкий                                | посёлок                         | ↗1931     | Радовицкое                       |
| 138 | Рошаль                                    | город                           | ↘20 875   | городской округ Рошаль           |
| 139 | Русановская                               | деревня                         | ↘31       | Дмитровское                      |
| 140 | Савинская                                 | деревня                         | ↘12       | Дмитровское                      |
| 141 | Саматиха                                  | посёлок                         | ↗102      | Дмитровское                      |
| 142 | Самойлиха                                 | деревня                         | ↗268      | Дмитровское                      |
| 143 | Северная Грива                            | посёлок                         | ↘562      | Шатура                           |
| 144 | Селянино                                  | деревня                         | ↗15       | Пышлицкое                        |
| 145 | Семёновская                               | село                            | ↗75       | Мишеронский                      |
| 146 | Семёновская                               | посёлок                         | ↗91       | Кривандинское                    |
| 147 | Семёновская                               | деревня                         | ↘0        | Пышлицкое                        |
| 148 | Семёновский Завод                         | посёлок                         | ↘20       | Кривандинское                    |
| 149 | Середниково                               | село                            | ↘1189     | Дмитровское                      |
| 150 | Сидоровская                               | деревня                         | ↘10       | Кривандинское                    |
| 151 | Слобода                                   | деревня                         | ↗93       | Шатура                           |
| 152 | Соколья Грива                             | посёлок                         | ↘0        | Шатура                           |
| 153 | Спирино                                   | деревня                         | →7        | Дмитровское                      |
| 154 | Старо-Черкасово                           | деревня                         | ↘30       | Пышлицкое                        |
| 155 | Стенинская                                | деревня                         | →26       | Кривандинское                    |
| 156 | Струя                                     | посёлок                         | ↗76       | Черусти                          |
| 157 | Сычи                                      | деревня                         | →12       | Пышлицкое                        |
| 158 | Тархановка                                | посёлок                         | ↗97       | Шатура                           |
| 159 | Тархановская                              | деревня                         | ↘22       | Шатура                           |
| 160 | Тельма                                    | деревня                         | ↘35       | Дмитровское                      |
| 161 | Терехово                                  | деревня                         | ↘23       | Дмитровское                      |
| 162 | Туголес                                   | село                            | →10       | Кривандинское                    |
| 163 | Туголесский Бор                           | посёлок                         | ↗2377     | Кривандинское                    |
| 164 | Тупицыно                                  | деревня                         | ↘1        | Дмитровское                      |
| 165 | Тюшино                                    | деревня                         | ↗13       | Дмитровское                      |
| 166 | Федеевская                                | деревня                         | ↗33       | Дмитровское                      |
| 167 | Фединская                                 | деревня                         | →0        | Дмитровское                      |
| 168 | Фёдоровская                               | деревня                         | ↘21       | Дмитровское                      |
| 169 | Филимакино                                | деревня                         | ↗42       | Пышлицкое                        |
| 170 | Филинская                                 | деревня                         | ↗21       | Дмитровское                      |
| 171 | Филисово                                  | село                            | ↗46       | Шатура                           |
| 172 | Филисово                                  | деревня                         | ↗18       | Пышлицкое                        |
| 173 | Фрол                                      | посёлок                         | ↗10       | Пышлицкое                        |
| 174 | Харинская                                 | деревня                         | →58       | Кривандинское                    |
| 175 | Харлампеево                               | деревня                         | ↗164      | Радовицкое                       |
| 176 | Чернятино                                 | деревня                         | ↘23       | Черусти                          |
| 177 | Черусти                                   | пгт                             | ↘3523     | Черусти                          |
| 178 | Чисома                                    | деревня                         | ↘19       | Пышлицкое                        |
| 179 | Шарапово                                  | село                            | ↗229      | Дмитровское                      |
| 180 | Шатура                                    | город                           | ↘36 714   | Шатура                           |
| 181 | Шатурторф                                 | посёлок                         | ↗4228     | Шатура                           |
| 182 | Шеино                                     | деревня                         | ↘77       | Пышлицкое                        |
| 183 | Шелогурово                                | деревня                         | ↗34       | Радовицкое                       |
| 184 | Широково                                  | деревня                         | ↘13       | Дмитровское                      |
| 185 | Ширяево                                   | деревня                         | →0        | Дмитровское                      |
| 186 | Шмели                                     | деревня                         | ↘31       | Дмитровское                      |
| 187 | Югино                                     | деревня                         | ↗36       | Пышлицкое                        |
| 188 | Якушевичи                                 | деревня                         | ↘42       | Пышлицкое                        |